# Flaga Białogardu
Flaga Białogardu – prostokątny płat o dłuższym boku poziomym i krótszym boku pionowym o kolorze białym tworzącym dwa poziome pasy o szerokości 2/5 długości boku pionowego każdy, przedzielone pasem koloru niebieskiego o szerokości 1/5 długości boku pionowego, którego krawędzie górna i dolna oddalone są równolegle o 2/5 długości boku pionowego odpowiednio od górnego i dolnego boku poziomego płata. Na obu białych pasach znajdują się symetryczne romby koloru czerwonego, o dłuższej przekątnej poziomej o długości 2/8 długości boku poziomego oddalone równolegle o 1/5 długości boku pionowego odpowiednio od górnego i dolnego bloku poziomego płata i krótszej przekątnej pionowej o długości 1/5 długości boku pionowego oddalonej o 2/8 długości boku poziomego lewego boku pionowego płata oraz kącie ostrym 60 stopni. Boki płata posiadają obramowanie koloru niebieskiego. Stosunek szerokości flagi do jej długości wynosi 5 : 8.

## Symbolika
- niebieski pas symbolizuje położenia miasta nad rzeką Parsętą
- romby są symbolem przynależności miasta do Związku Hanzeatyckiego